# Roy Walker
Roy Walker (Tonbridge, 1931 — 6 de janeiro de 2013) é um diretor de arte britânico. Venceu o Oscar de melhor direção de arte na edição de 1976 por Barry Lyndon, ao lado de Ken Adam e Vernon Dixon.